# Hema Malini
Hema Malini, właściwie Hema Malini R. Chakravarty (ur. 16 października 1948 w Ammankudi w stanie Tamilnadu) – indyjska aktorka, nazywana Dream Girl.
Karierę zaczynała w kinie tamilskim. W 1964 reżyser Shridhar wyrzucił ją z filmu twierdząc, że nie nadaje się na gwiazdę po czym Hema postanowiła spróbować swoich sił w Bollywood. Na północy Indii zadebiutowała w filmie Sapnon Ka Saudagar (1968) u boku starzejącego się już Raja Kapoora. Film nie odniósł sukcesu, ale Hema utrzymała się w przemyśle filmowym. W 1970 odniosła prawdziwy sukces z filmem Johny Mera Naam. Znana też w rolach w klasykach filmowych Bollywoodu: Sholay i Seeta Aur Geeta, a w ostatnim czasie z Baabul, Veer-Zaara i Ogrodnik (we wszystkich trzech grała w parze z Amitabh Bachchanem).
Hema Malini jest córką Ramanujama i Jayi Chakravarti Chakravarti. Od 2 maja 1980 jest żoną Dharmendry, którego poznała na planie Sholay. Z tego małżeństwa mają dwie córki Eshę i Ahanę. Wraz z mężem Hema wychowywała również dwóch jego synów Sunny'ego i Bobby’ego. O rękę Hemy zabiegali Jeetendra i Sanjeev Kumar, ale zwycięzcą okazał się Dharmendra. Wspólnie z mężem jest bardzo aktywna politycznie. Wzięli ślub muzułmański co dzisiejsi przeciwnicy polityczni wykorzystują przeciw ich wpływom w Parlamencie Indii.
W 2000 została odznaczona Orderem Padma Shri.

## Filmografia
| Tytuł                   | Rok    | Rola                                |
| ----------------------- | ------ | ----------------------------------- |
| Laaga Chunari Mein Daag | 2007   | gościnnie w tańcu                   |
| Baabul                  | 2006   | Shobhna Kapoor                      |
| Ganga (film)            | 2006   | Thakurain                           |
| Bhagmati                | 2005   |                                     |
| Veer-Zaara              | 2004   | Maati                               |
| Ogrodnik                | 2003   | Pooja Malhotra                      |
| Aman Ke Farishtey       | 2003   |                                     |
| Censor (film)           | 2001   | Radha                               |
| Hey Ram                 | 2000   | Ambujam Iyengar                     |
| Himalay Putra           | 1997   | Seema                               |
| Maahir                  | 1996   | Mrs. Kamini Rai                     |
| Aatank                  | 1996   | dziewczyna Jesu                     |
| Vivekananda (film)      | 1994   |                                     |
| Hai Meri Jaan           | 1991   | Reshma                              |
| Jamai Raja              | 1991   | Durgeshwari Devi                    |
| Lekin                   | 1990   | Tara                                |
| Paap Ka Ant             | 1989   |                                     |
| Desh Ke Dushman         | 1989   |                                     |
| Santosh                 | 1989   | Kavita                              |
| Deshwasi                | 1989   |                                     |
| Galiyon Ka Badshah      | 1989   | Billoo                              |
| Sachche Ka Bol Bala     | 1989   | Greta Sanders                       |
| Rihaee                  | 1988   | Taku                                |
| Mohabbat Ke Dushman     | 1988   | Shamajaan                           |
| Mulzim                  | 1988   | Jailer Shardadevi                   |
| Vijay                   | 1988   | Suman Y. Bhalla/Suman A. Bhardwaj   |
| Kudrat Ka Kanoon        | 1987   | Advocate Bharti Mathur              |
| Jaan Hatheli Pe         | 1987   | Mona                                |
| Anjaam (1987)           | 1987   |                                     |
| Apne Apne               | 1987   | Seema                               |
| Sitapur Ki Geeta        | 1987   | Geeta Singh                         |
| Ek Chadar Maili Si      | 1986   | Ranno                               |
| Babu                    | 1985   | Kammo                               |
| Hum Dono                | 1985   | Lata                                |
| Yudh                    | 1985   | Nafisa Khatun                       |
| Ramkali                 | 1985   |                                     |
| Aandhi Toofan           | 1985   | Raksha Chouhan                      |
| Durga (fim)             | 1985   | Durga                               |
| Phaansi Ke Baad         | 1985   | Sapna                               |
| Ek Nai Paheli           | 1984   | M.K. Bhairavi                       |
| Ek Naya Itihas          | 1984   |                                     |
| Qaidi                   | 1984   | Dr. Sunita                          |
| Raaj Tilak              | 1984   | Roopa                               |
| Ram Tera Desh           | 1984   | Sunita                              |
| Sharara                 | 1984   |                                     |
| Justice Chaudhury       | 1983   | Radha Chaudhary                     |
| Nastik                  | 1983   | Gauri                               |
| Andha Kanoon            | 1983   | Durga Devi Singh                    |
| Razia Sultan            | 1983   | Razia Bano                          |
| Taqdeer                 | 1983   | Chandni                             |
| Meharbaani              | 1982   |                                     |
| Rajput                  | 1982   | Janaki Singh                        |
| Suraag                  | 1982   |                                     |
| Satte Pe Satta          | 1982   | Indu R. Anand                       |
| Baghawat                | 1982   |                                     |
| Desh Premee             | 1982   | Asha                                |
| Do Dishayen             | 1982   |                                     |
| Farz Aur Kanoon         | 1982   |                                     |
| Samraat                 | 1982   | Jennifer Gomes                      |
| Teesri Aankh            | 1982   |                                     |
| Meri Aawaz Suno         | 1981   | Sunita Kumar                        |
| Naseeb                  | 1981   | Asha                                |
| Kranti                  | 1981   | Rajkumari Meenakshi                 |
| Aas Paas                | 1981   | Seema                               |
| Dard                    | 1981   | Seema                               |
| Jyoti                   | 1981   | Gauri                               |
| Krodhi                  | 1981   | Phoolvati                           |
| Kudrat (1981)           | 1981   | Chandramukhi/Paro                   |
| Maan Gaye Ustad         | 1981   |                                     |
| Alibaba Aur 40 Chor     | 1980   | Marjina                             |
| Do Aur Do Paanch        | 1980   | Shalu                               |
| Bandish                 | 1980/I | Madhu/Chanchal                      |
| The Burning Train       | 1980   | Seema                               |
| Hum Tere Aashiq Hain    | 1979   |                                     |
| Meera                   | 1979   | Meera Rathod                        |
| Dil Kaa Heera           | 1979   |                                     |
| Janata Havaldar         | 1979   |                                     |
| Ratnadeep               | 1979   |                                     |
| Trishul                 | 1978   | Sheetal Varma                       |
| Apna Khoon              | 1978   | Geeta                               |
| Azaad                   | 1978   | Rajkumari Seema                     |
| Dillagi                 | 1978   | Shobhna Kapoor                      |
| Palkon Ki Chhaon Mein   | 1977   | Mohini                              |
| Chacha Bhatija          | 1977   | Mala                                |
| Chala Murari Hero Banne | 1977   |                                     |
| Dhoop Chhaon            | 1977   | Lajwanti                            |
| Dream Girl              | 1977   | Sapna/Padma/Champabai               |
| Kinara                  | 1977   |                                     |
| Shirdi Ke Sai Baba      | 1977   | Pooja                               |
| Jaaneman                | 1976   | Santho/Ram Kali/Bantho/Santho Singh |
| Mehbooba                | 1976   | Ratna/Jhumri                        |
| Dus Numbri              | 1976   | Sundari/Rosemary Fernandes          |
| Aap Beeti               | 1976   |                                     |
| Charas                  | 1976   | Sudha                               |
| Maa                     | 1976   | Nimmi                               |
| Naach Uthe Sansaar      | 1976   | Nanki Mehto                         |
| Sharafat Chod Di Maine  | 1976   | Basanti                             |
| Sholay                  | 1975   |                                     |
| Dharmatma               | 1975   | Reshma                              |
| Do Thug                 | 1975   |                                     |
| Kahte Hain Mujhko Raja  | 1975   |                                     |
| Khushboo                | 1975   | Kusum                               |
| Pratigya                | 1975   | Radha                               |
| Sanyasi                 | 1975   | Aarti/Champa                        |
| Sunehra Sansar          | 1975   | Savita/Rani Padmavati               |
| Kasauti                 | 1974   | Sapna                               |
| Dost                    | 1974   | Kaajal 'Kaju'                       |
| Amir Garib              | 1974   | Sunita/Soni                         |
| Dulhan                  | 1974   | Radha                               |
| Haath Ki Safai          | 1974   | Kamini Chopra                       |
| Patthar Aur Payal       | 1974   |                                     |
| Prem Nagar              | 1974   | Lata                                |
| Joshila                 | 1973   | Shalini                             |
| Gehri Chaal             | 1973   | Hema                                |
| Chhupa Rustam           | 1973   | Ritu R. Jain                        |
| Jugnu                   | 1973   | Seema                               |
| Prem Parvat             | 1973   |                                     |
| Shareef Budmaash        | 1973   | Seema                               |
| Babul Ki Galiyaan       | 1972   |                                     |
| Bhai Ho To Aisa         | 1972   | Roopa                               |
| Garam Masala (1972)     | 1972   | Didi                                |
| Gora Aur Kala           | 1972   | Rajkumari Anuradha Singh            |
| Raja Jani               | 1972   | Shanno/Ratna                        |
| Seeta i Geeta           | 1972   | Seeta/Geeta                         |
| Tere Mere Sapne         | 1971   | Maltimala                           |
| Andaz                   | 1971   | Sheetal                             |
| Lal Patthar             | 1971   | Saudamani/Madhuri                   |
| Naya Zamana             | 1971   | Seema Choudhury                     |
| Paraya Dhan             | 1971   | Rajjoo                              |
| Johny Mera Naam         | 1970   | Rekha                               |
| Aansoo Aur Muskan       | 1970   | Radha/Girja                         |
| Abhinetri               | 1970   | Anjana                              |
| Sharafat                | 1970   | Chandni                             |
| Tum Haseen Main Jawaan  | 1970   | Anuradha                            |
| Jahan Pyar Mile         | 1969   |                                     |
| Waris                   | 1969   | Geeta                               |
| Sapnon Ka Saudagar      | 1968   | Mahi                                |
| Pandava Vanavasam       | 1961   | tancerka                            |

### Producent i reżyser
- Dil Aashna Hai (1992)

### Śpiew wplaybacku
Użyczyła swojego głosu śpiewając do filmów: 
- Kinara (1977)
- Dream Girl (1977)
- Haath Ki Safai (1974)

## Nagrody
- Nagroda Filmfare
  - 1973: dla najlepszej aktorki za Seeta i Geeta,
  - 1999: za całokształt twórczości